# Luis Fernando Figari
Luis Fernando Figari Rodrigo (Lima, 8 de julio de 1947) es un laico católico peruano. Es conocido porque en 1971 fundó el Sodalicio de Vida Cristiana, del cual fue superior general y un miembro desde que lo fundó en 1971 hasta su expulsión en 2024. También fundó y fue superior general del Movimiento de Vida Cristiana, la Asociación de María Inmaculada, la Fraternidad Mariana de la Reconciliación y las Siervas del Plan de Dios, que conforman la "Familia Espiritual Sodálite". Ha sido denunciado por abusos físicos, psicológicos y abusos sexuales perpetrados a menores a lo largo de los casi cuarenta años en los que tuvo actividad como dirigente católico.
El 30 de enero de 2017, tras una investigación sobre estas denuncias, la Congregación para los Institutos de Vida Consagrada y las Sociedades de Vida Apostólica ordenó que se prohibiera a Figari ponerse en contacto, de cualquier modo, con personas pertenecientes al Sodalicio de Vida Cristiana, y de ninguna manera tener contacto personal directo con ellas. En agosto de 2024 fue expulsado formalmente del Sodalicio con la aprobación explícita del papa Francisco.

## Biografía

### Educación
Hijo de Alberto Figari Ríos y Blanca Rosa Rodrigo de Figari. Estudió la escuela primaria en la Escuela Inmaculado Corazón (en Lima). A los siete años tomó su primera comunión, y recibió la confirmación de la mano del entonces monseñor Juan Landázuri Ricketts. Estudió la secundaria en el colegio Santa María de Lima. Ingresó en la carrera de Humanidades y Derecho en la Pontificia Universidad Católica del Perú.

### Fundación del Sodalicio
Figari luego se trasladó a la Universidad Nacional Mayor de San Marcos para continuar sus estudios de leyes. Alrededor de 1973 se formó ―con estudiantes de la Pontificia Universidad Católica y de la Universidad Cayetano Heredia― el grupo radical católico Dios y Patria. En 1974, este movimiento se dividió en dos: la Confederación Nacionalista de Juventudes (de corte político), y Sodalitium Christianae Vitae (de corte religioso, que desde 1971 fundó junto al sacerdote marianista Gerald Haby y al joven estudiante Sergio Tapia, y que dirigía Figari y junto con su amigo Germán Doig). En los siguientes años estudió Teología en la Facultad de Teología Pontificia y Civil de Lima.
El Sodalicio de Vida Cristiana, una sociedad de vida apostólica integrada por laicos y sacerdotes, fue hasta su disolución un grupo religioso que estuvo presente en los cinco continentes. Figari, con el correr de los años se atribuiría el rol de "fundador" que, en realidad, fue compartido con Haby y Tapia. En este "triunvirato" Figari era el que menos destacaba, ya eran conocidas sus ideas políticas radicales y esto habría sido causa del posterior alejamiento de los otros dos fundadores, dejando en manos de Figari el gobierno del Sodalicio. Rápidamente, los jóvenes que acompañan a Figari se convierten en discípulos suyos y, lo que había nacido como un grupo de perseverancia en la fe bajo la espiritualidad marianista, se va tornando en una iniciativa que combina sutilmente los intereses políticos de Figari con la espiritualidad marianista, la cual es transformada en una ideología a la que luego se le bautizará como "espiritualidad sodálite".

## Controversias

### Pertenencia a grupos religiosos de extrema derecha
Luis Fernando Figari es considerado líder de una 'secta destructiva' según el periodista Herbert Mujica: De acuerdo a su investigación, Figari desarrolló para sus «discípulos» un plan de austeridades sádicas y autoinfligimiento de dolor masoquista.
El Sodalicio dirigido por Luis Fernando Figari es considerado como una secta católica con ideología de derechas.
A fines de los años sesenta, Luis Fernando Figari publicó ―junto con Pedro Benvenuto y Murrieta, y Jorge Cáceres― la revista Tradición y Acción (órgano de la rama peruana del grupo radical católico Tradición, Familia y Propiedad, creado por el brasileño Plinio Corrêa de Oliveira). Así mismo, por esos años fundó en Lima el grupo Escalones Juveniles Nacionalistas. Junto con un joven Francisco Tudela (quien estudiaba en el Colegio Marista de San Isidro y terminaría siendo el primer vicepresidente de Alberto Fujimori) fundaron el grupo político "Tradición y Acción por un Perú Mayor", la sucursal limeña del grupo laico católico de origen brasileño Tradición, Familia y Propiedad (TFP).

### Acusaciones de abuso sexual contra menores
A fines del año 2010 ―pocos meses antes del escándalo del fallecido vicario general del Sodalicio, Germán Doig, cuyo proceso de beatificación impulsaba el Sodalicio en el Vaticano―, Luis Fernando Figari renunció a su cargo de superior general del Sodalicio, alegando «motivos de salud». Esa versión fue refutada por el limeño Diario 16, que notificó la existencia de denuncias de abuso sexual en su contra.
Luis Fernando Figari declaró que todas las denuncias en su contra eran falsas.
En 2013, el exsodálite peruano-alemán Martín Scheuch publicó un extenso texto con denuncias contra Luis Fernando Figari y otros líderes del Sodalicio.
El periodista y escritor Pedro Salinas Chacaltana ―que en su infancia y juventud fue sodálite― ratificó las acusaciones contra Figari.
En 2014 el superior general del Sodalicio, Alessandro Moroni, impuso a Figari una vida en la que intensifique la oración y la penitencia.  El 22 de abril de 2015 la Santa Sede designó un Visitador Apostólico para investigar las acusaciones de comportamientos impropios de Figari, según informó el mismo Sodalicio. Tras graves acusaciones aparecidas en diversos medios en octubre de 2015, Figari aceptó que cometió excesos en la formación de los miembros del Sodalicio, negando los abusos sexuales.
El 5 de abril de 2016, Moroni declaró que ―independientemente de las decisiones del Vaticano o la Fiscalía― considera culpable a Figari de las acusaciones que se le imputan, y lo declara como persona non grata para la institución. En enero de 2017, la fiscal María del Pilar Peralta Ramírez, a cargo de la 26.ª Fiscalía Provincial Penal de Lima, declaró que no había pruebas para un juicio civil contra Figari. Sin embargo, el fiscal Frank Almanza ordenó la reapertura del caso por considerar que el actuar de Ramírez había sido negligente.
En febrero de 2017, por mandato de la Santa Sede, fue exclaustrado (impedido de vivir en una casa del Sodalicio) por abusos sexuales que se habrían cometido hasta 1990 y por reiteradas faltas en su cargo de autoridad. El mismo Sodalicio publicó un informe en el que se detalla los abusos de diverso tipo cometidos por Figari desde 1974 hasta 2010.
En diciembre del 2017, el Ministerio Público solicitó nueve meses de prisión preventiva en contra de Luis Figari y otros tres exmiembros del Sodalicio de Vida Cristiana, en torno al caso de supuestos abusos sexuales.
En enero de 2018, en referencia a la llegada del papa Francisco a Lima, exactamente a la vuelta de la sede de la Nunciatura Apostólica se proyectó la foto de Luis Fernando Figari con traje a rayas y con la frase «Yo sí te espero». La Asociación Peruana de Ateos (APERAT) informó en un comunicado oficial que ellos habían sido los autores de la proyección de la imagen y exhortaron al papa Francisco permitir el regreso de Figari al Perú para que responda por los cargos penales o facilitar y sobre todo no obstaculizar su extradición.
En 2021, el diario peruano La República dio a conocer la venta —por mediación de tercera persona— de una lujosa residencia en Lima propiedad de Figari a varias sociedades interpuestas por un monto final de 1 190 000 dólares, la denominada por varios supervivientes de abusos «casa del terror» de San Isidro. Dicho medio periodístico consideró la operación como un presunto alzamiento de bienes por parte de Figari para no indemnizar a sus víctimas en Perú.

## Expulsión del Sodalicio
El 14 de agosto de 2024, tras más de un año de investigación líderado por la Comisión de Alto Nivel conformada por los obispos Charles Scicluna y Jordi Bertomeu del Dicasterio para la Doctrina de la Fe, el Dicasterio para los Institutos de Vida Consagrada y las Sociedades de Vida Apostólica, con rúbrica ratificatoria del papa Francisco, expulsó a Luis Fernando Figari del Sodalicio, por graves crímenes canónicos así como "daño al bien de la Iglesia".

[...] de acuerdo a los resultados obtenidos y las certezas adquiridas durante el transcurso de esta investigación; considerando obligado, adecuado y urgente que se adopte medidas para la protección y cuidado del bien de la Iglesia y de cada uno de los fieles;
de acuerdo al can. 331;
dado que el Santo Padre Francisco, con carta del 6 de agosto 2024 ha delegado a este Dicasterio la potestad de disponer, pro bono Ecclesiae, la expulsión del Sr. Luis Fernando Figari Rodrigo, de la citada Sociedad de Vida Apostólica, así mismo por causa de circunstancias distintas de las previstas en el can. 695 y can. 696, pero en cualquier caso incompatibles y por tanto inaceptables en un miembro de una institución de la Iglesia, así como por causa de escándalo y grave daño al bien de la Iglesia y de cada uno de los fieles;
con la finalidad de restablecer la justicia dañada por el comportamiento tenido por el Sr. Luis Fernando Figari Rodrigo a lo largo de muchos años, así mismo para proteger en el futuro el bien individual de los fieles y de la Iglesia,
POR EL PRESENTE DECRETO, DE ACUERDO AL CAN. 746, SE DISPONE LA EXPULSIÓN DEL SR. LUIS FERNANDO FIGARI RODRIGO, DE LA SOCIEDAD DE VIDA APOSTÓLICA SODALITIUM CHRISTIANAE VITAE.
Decreto de Expulsión

Al año siguiente, el sacerdote español Jordi Bertomeu anunció la disolución de todo lo que fundó Figari: el Movimiento de Vida Cristiana, la Asociación de María Inmaculada, la Fraternidad Mariana de la Reconciliación y las Siervas del Plan de Dios, que conforman la «familia sodálite».

## Publicaciones
- Un mundo en cambio. Lima: Verbo, 1978.
  - Guayaquil (Ecuador): Edino, segunda edición, 2004. ISBN 9978-21-009-1.
- Voz de esperanza: Su Santidad Juan Pablo II. Lima: FE, 1979.
- Huellas de un peregrinar. Lima: FE, 1984.
  - Huellas de un peregrinar. Lima: FE, segunda edición, 1991. ISBN 9972-41-016-1.
- En compañía de María. Lima: FE, 1985.
  - Lima: Vida y Espiritualidad, quinta edición, 2002. ISBN 9972-600-82-3.
- Aportes para una teología de la reconciliación. Lima: FE, 1985.
  - Aportes para una teología de la reconciliación. Lima: FE, 2000. ISBN 9972-41-010-2.
- El laico y la nueva evangelización. Lima: FE, 1986.
- El desafío: Ante una cultura de muerte una cultura de vida, de libertad, de amor. Lima: FE, 1987.
- Características de una espiritualidad para nuestro tiempo desde América Latina. Lima: Vida y Espiritualidad, 1988.
- Dios no ha muerto. Reflexiones en torno a la teología de la muerte de Dios. Lima: Vida y Espiritualidad, 1988.
- La Populorum progressio. Lima: Vida y Espiritualidad, 1988.
- Por qué una teología de la reconciliación. Lima: FE, 1989.
  - Por qué una teología de la reconciliación. Lima: Vida y Espiritualidad, segunda edición, 2004. ISBN 9972-600-94-7.
- La enseñanza social de la Iglesia. Camino de reconciliación. Lima: Vida y Espiritualidad, 1989.
- Catequesis sobre el amor. Jubileo de los jóvenes. 14 de abril de 1984. Lima: FE, 1990.
- El pecado original, niveles de ruptura y reconciliación. Lima: FE, 1990.
- La dignidad del hombre y los derechos humanos. Lima: FE, 1991.
- Reflexión sobre Medellín. Un largo caminar. Lima: Vida y Espiritualidad, 1991.
  - Reflexión sobre Medellín. Un largo caminar. Lima: Vida y Espiritualidad, segunda edición, 2008. ISBN 978-9972-212-34-5.
- Peregrinar de una comunidad. Un movimiento joven como respuesta para los jóvenes (fray Harold Griffiths Escardó entrevista a Luis Fernando Figari). Lima: FE, 1991.
- Función dinámica de María. Lima: FE, 1992.
- Reflexiones en torno a la Trinidad y a la creación. Lima: FE, 1992.
- Con Santa María en América Latina. Reflexiones desde Puebla. Lima: FE, 1992.
- María, Paradigma de Unidad. Lima: Vida y Espiritualidad, 1992.
- Evangelización, promoción humana y reconciliación en la forja de América Latina. Lima: Vida y Espiritualidad, 1992.
- Con María en oración. Lima: FE, 1993. ISBN 9972-41-012-9
  - With Mary in prayer. Huntington (Estados Unidos): Our Sunday Visitor, 1999. ISBN 0-87973-691-7.
- El matrimonio, un camino de santidad. Lima: Vida y Espiritualidad (Comisión Episcopal de Familia), 1994. ISBN 84-89308-69-1.
- María y la vocación a la vida cristiana. Lima: FE, 1995. ISBN 9972-41-001-3.
- Hacia las fuentes de la enseñanza social en la Sagrada Escritura. Lima: Vida y Espiritualidad, 1995. ISBN 9972-600-02-5.
- Horizontes de Reconciliación. Lima: Vida y Espiritualidad, 1996. ISBN 9972-600-18-1
- Enseñanzas de San José para la Vida Cristiana. Lima: FE, 1997. ISBN 9972-41-002-1.
- Federico Ozanam, apóstol de la caridad y la reconciliación. Lima: Vida y Espiritualidad, 1998. ISBN 9972-600-41-6
- Lenguaje, homogeneización y globalización. Lima: Vida y Espiritualidad, 1998. ISBN 9972-600-49-1.
- Misión reconciliadora de la Iglesia. Lima: FE, 1999. ISBN 9972-41-005-6
- Concilio Plenario Latinoamericano. Un centenario. Lima: Vida y Espiritualidad, 1999. ISBN 9972-600-60-2
- Páginas de fe. Lima: FE, 2000. ISBN 9972-41-009-9
- Luces de Emaús para la vida cristiana. Lima: FE, 2000. ISBN 9972-41-008-0
- ¿Nuevos clásicos?. Lima: Vida y Espiritualidad, 2000. ISBN 9972-600-69-6
- Una aventura fascinante. Lima: FE, 2001. ISBN 9972-41-009-9
- Nostalgia de infinito. Lima: FE, 2002. ISBN 9972-41-013-7.
  - Longing for infinity (traducción al inglés). Lima: Vida y Espiritualidad, 2006. ISBN 9972-212-07-6.
- Vida cristiana y nueva evangelización. Lima: FE, 2002. ISBN 9972-41-011-0.
- El modelo de san José ante los desafíos del tercer milenio. Lima: FE, 2004. ISBN 9972-41-014-5.
- Dolor y alegría. Reflexiones de Viernes Santo. Lima: Vida y Espiritualidad, 2005. ISBN 9972-600-98-X
- De la despedida a la bienvenida. Lima: FE, 2006. ISBN 9972-41-020-X
- La búsqueda de la verdad. Lima: Vida y Espiritualidad, 2006. ISBN 9972-212-09-2
- Caminos de Meditación. Métodos. Tomo I. Lima: Vida y Espiritualidad, 2006. ISBN 9972-212-11-4
- Una recta lectura del Concilio en vistas al Tercer Milenio. Lima: Vida y Espiritualidad, 2007. ISBN 9972-212-17-3
- Maestría de la palabra y la Pasión. Lima: Vida y Espiritualidad, 2008. ISBN 978-9972-212-26-0
- Catequesis al Movimiento de Vida Cristiana en San Juan de Letrán. Lima: FE, 2008. ISBN 978-9972-41-021-5
- Formación y misión. VE, Lima: 2008. ISBN 978-9972-212-33-8
- Familia, santidad y apostolado. VE, Lima: 2009. ISBN 978-9972-212-35-2
- Haced lo que Él os diga. Santiago (Chile): Copihue, 2009. ISBN 978-956-8676-05-6
- Oraciones y pensamientos. Lima: VE, 2009. ISBN 978-9972-212-38-3
- He ahí a tu madre. Lima: FE, 2010. ISBN 978-9972-41-024-6
- Construyendo el presente y el futuro en horizonte de esperanza. Lima: FE, 2010. ISBN 978-9972-41-025-3